# Армфельд, Александр Александрович
Алекса́ндр Алекса́ндрович Армфе́льд (16.07.1842 — 9.06.1897, село Тропарёво) — русский животновод, учёный, педагог, профессор Института сельского хозяйства в Новой Александрии, один из первых русских писателей по скотоводству, коллежский советник.

## Биография
Родился в семье ординарного профессора кафедры судебной медицины Александра Осиповича Армфельда. Мать Александра — Анна Васильевна Дмитревская (1821 — 7.02.1888), дочь статского советника, в браке с 1841 года. Александр Александрович — старший из всех детей в семье.
В семье Александра Осиповича и Анны Васильевны было девять детей (пятеро сыновей и четыре дочери), но только четверо дожило до зрелых лет:
- Александр
- Надежда (26.11.1844—31.7.1858)
- Ольга (в замужестве Федченко) (18.11.1845—25.4.1921),
- Наталья (8.1.1850—29.9.1887), революционерка-народница, умерла на Карийской каторге.
- Николай (31.3.1858—18.1.1880), революционер-народник, умер от туберкулёза; похоронен у церкви в селе Тропарёво

С 1862 года Армфельд был членом Московского Общества Сельского Хозяйства. В 1863 году Александр Александрович окончил Императорский Московский университет со степенью кандидата по разряду естественных наук, в этом же году он был назначен преподавателем сельского хозяйства в Московскую земледельческую школу. В 1864 году Александр Александрович, для пополнения своих знаний, уехал за границу, он был в  Германии, Бельгии и Франции. После возвращения в Россию Армфельд работал ассистентом  на кафедре земледелия в Петровской земледельческой и лесной академии, также он преподавал в других учебных заведениях. Армфельд создал и заведовал опытной сельскохозяйственной фермой в Новороссийске. В 1869 году Александр Александрович сдал магистерский экзамен в Киевском университете. Армфельд был членом Императорского общества сельского хозяйства Южной России. С 1872 по 1873 год Александр Александрович был редактором журнала «Записки Императорского общества сельского хозяйства Южной России». С 1873 года он становится профессором Института сельского хозяйства в Новой Александрии. В 1876 году Александр Александрович оставил преподавательскую деятельность и перешёл работать в департамент земледелия и сельской промышленности. В 1877 году в своём поместье, Тропарёво Александр Александрович основал молочную ферму, продукция которой продавалась в Москве, в этом же году Александр Александрович построил первую школу в Тропарёве. В апреле 1877 года Армфельд  был привлечён к дознанию по обвинению в хранении революционной литературы. 30 марта 1878 года по высочайшему повелению дело было прекращено после строгого внушения. Александр Александрович — член Московского общества улучшения скотоводства в России, с 1 сентября 1878 года по июль 1880 года он был редактором и издавал в Москве первую специальную газету «Скотоводство», где большая часть статей по молочному скотоводству и разведению рабочей лошади написана им. Для улучшения пород российского скота он ввез в страну значительное количество альгауского, швицкого, симментальского племенного скота и бельгийских лошадей (арденскую, фламандскую, брабантскую); этим Армфельд  по поручению Комитета скотоводства Московского общества сельского хозяйства занимался в течение 15 лет, с 1880 по 1895 год. В 1883 году он принимал участие в экспедиции академика Миддендорфа, которая исследовала состояние скотоводства в Рязанской, Владимирской, Тульской и Орловской губерниях. В своём имении он занимался разведением породистых свиней. Армфельд открыл контору в доходном доме Смирновских (дом № 19) на Малой Бронной, которая принимала заказы на поставку заграничного породистого скота в Россию. В Можайском уезде Армфельд по поручению земства создал две маслобойни. Жена Армфельда — Евдокия Васильевна Армфельд, их семья была бездетной. Александр Александрович умер после продолжительной болезни и был похоронен в Тропарёво, рядом с церковью Покрова. Евдокия Васильевна оставалась попечительницей Тропарёвской школы до революции.

## Сочинения
- Десять лет выписки заграничного скота / [А. Армфельд]. - [Санкт-Петербург] : тип. В. Демакова, [1889]. - 18 с.;
- Международная торговля лошадьми и участие в ней России / [А. Армфельд]. - Санкт-Петербург : тип. В. Демакова, [1894]. - 26 с. : табл.;
- Разведение тяжеловозов для вывоза за границу / А. Армфельд. - Санкт-Петербург : тип. В. Демакова, [1894]. - 93 с. : табл.;
- Улучшение крестьянских лошадей и увеличение числа их / [А. Армфельд]. - Санкт-Петербург : тип. В. Демакова, [1894]. - 32 с.;
- Имеет ли для нашего тонкорунного овцеводства какое-либо значение покровительственная пошлина? / [А. Армфельд]. - Санкт-Петербург : тип. бр. Пантелеевых, ценз. 1894. - 8 с., 1 л. табл.;
- Крупный рогатый скот в условиях русских хозяйств : Сб. статей / А.А. Армфельд. - Санкт-Петербург : журн. "Хозяин", 1904. - [2], 254 с., 4 л. табл.;
- Несколько слов об ярославках, по поводу отчета копыловского коровника : Доложено в I отд-нии 29 янв. 1891 г. - Санкт-Петербург : тип. В. Демакова, [1891]. - 19 с.;
- Всероссийский съезд сельских хозяев (1895; Москва).

Всероссийский съезд сельских хозяев с 10-го по 20-е дек. 1895 г.: [доклады] / И. М. О. С. Х. - М. : Типо-литогр. В. Рихтер, [1896]. - 25 см. 
Отд. 3, вопрос 2: Насущные потребности нашего коневодства, улучшение и умножение крестьянской и создание ценной вывозной лошади / А.А. Армфельд. - Санкт-Петербург : тип. т-ва "Обществ. польза", 1895. - [2], 115 с. : табл.; 24.
- Что и как нам разводить в нечернозёмной полосе : Общедоступ. беседы по скотоводству / [Соч.] А.А. Армфельда. - Санкт-Петербург : А.Ф. Девриен, 1897. - 100 с., 38 ил.;
- Крупный рогатый скот на III Варшавской сельскохозяйственной выставке, бывшей с 3-го по 13 сентября 1874 года / А.А. Армфельдт. - [Москва] : Унив. тип., ценз. 1875. - 31 с.;
- Насущные потребности нашего коневодства : Улучшение и умножение крестьян. и создание цен. вывоз. лошади / А.А. Армфельд. - Санкт-Петербург : тип. т-ва "Обществ. польза", 1895. - [2], 115 с. : табл. ;
- Производство сыра из овечьего молока в Римской Кампании / [А. Армфельд]. - [Москва] : тип. М.Г. Волчанинова, ценз. 1888. - 12 с. ;
- К вопросу: нуждается ли северно-русский местный скот в метизации / [А. Армфельд]. - [Москва] : тип. М.Г. Волчанинова, ценз. 1888. - 6 с., 1 л. табл. ;
- Значение тарифных по шерсти и изделиям из нее понижений для русского сельского хозяйства / [А. Армфельд]. - Санкт-Петербург : тип. В. Киршбаума, 1894. - 42 с. ;
- Краткий перечень желательных сведений о серых породах крупного рогатого скота. - [Одесса] : тип. Ульриха и Шульце, ценз. 1873. - [2], 9 с. : ил. ;
- Московская выставка молока и молочных произведений. Общий очерк. Экспертиза. Описание выставки. Вечерние беседы. Список наград. Расходы по выставке / Сост. А.А. Армфельдом; Первая очередная выставка молока и молочных произведений в г. Москве, устроенная Моск. о-вом улучшения скотоводства в России с 17-го по 21-е сент. 1878 г. - Москва : газ. "Скотоводство", 1879. - [1], 28, 26, 3 с. ;
- Скотоводство : Газ. Моск. о-ва улучшения скотоводства в России / Ред. А.Армфельд. - М., 1878, 1 сент - 1880, июль
- Деревня : Ил. с.-х. карм. календарь и справ. книжка. 1897 / Сост. под ред. П.Н. Елагина, при участии специалистов: кн. Урусова, С.П. (коневодство); Армфельда, А.А. (скотоводство); Елагина, П.Н. (птицеводство) [и др.]. - Санкт-Петербург : тип. В.С. Балашева, 1897. - VI, 64, 166 с., из них 53 с. "для заметок" : ил. ;